# 鍵本景子
鍵本 景子（かぎもと けいこ、1969年〈昭和44年〉1月7日 - ）は、日本の女優。茨城県生まれ、東京都出身。有限会社アクトレインクラブに所属していたが、2016年秋以後フリーランスで活動している。

## 人物・略歴
東京都立小平高等学校卒業。
小学校6年生の時に『3年B組金八先生』に憧れて劇団若草に入る。10代よりテレビドラマに出演し、1992年連続テレビ小説『ひらり』に主人公ひらりの姉・みのり役でレギュラー出演。2000年に結婚。
篠笛とパーカッションの演奏家との3人組で「おほんゴギーノ」を結成。2000年代以後も育児の傍ら、地元である小平の市民団体どんぐりの会やNPO法人こだいら自由遊びの会のメンバーとして、地域活動、宮沢賢治作品の朗読活動などを行っている。

## 出演

### アニメ作品
- 魔女の宅急便（1989年） - パイを届けられる少女 役

### 映画
- 病院へ行こう（1990年）
- あの夏、いちばん静かな海。（1991年） - サーフショップ店員 役

### テレビ
- 非行主婦・アル中の女（1982年、NTV）デビュー作（子役）[3]
- NHK朝の連続テレビ小説（NHK）
  - おしん（1983年） - 谷村こう 役
  - 凛凛と（1990年） - 里見の娘・モモ子 役
  - ひらり（1992年） - 藪沢みのり 役
  - さくら（2002年） - 花園まどか 役
  - 芋たこなんきん（2006年） - 鈴子 役
- 金曜劇場 真夜中の匂い（1984年、CX）
- 翼をください（1988年、NHK）
- 奇妙な出来事 第11回「恐怖のデイ・ドリーム」（1990年、CX）
- 木曜ゴールデンドラマ 卒業 父と母の偏差値（1990年7月12日、YTV）
- 嵐の中の愛のように（1993年、YTV）
- はやぶさ新八御用帳（1993年、NHK）
- ドラマ新銀河（NHK）
  - 企業病棟（1994年） - 見波冽子 役
  - 木綿のハンカチ〜ライトウインズ物語（1997年）- 川崎理沙 役
  - しあわせ色写真館（1997年）
- 十時半睡事件帖 第16話「女たらし」（1994年、NHK） - 玉 役
- 月曜ドラマスペシャル 真昼の月 続・病院で死ぬということ（1994年6月27日、TBS）
- 火曜サスペンス劇場（NTV）
  - 六月の花嫁1「遺言結婚 小樽地獄坂の殺人」（1995年6月6日）
  - 小京都ミステリー16（1996年1月30日） - 西村真理子 役
  - ひとことの罪 逃げ場を失った夫の言葉が招く悲しい結末（1999年9月14日）
  - 救命救急センター「殴られて意識不明の男 失踪中の夫と断定した2人の妻が語る真実」（2000年7月18日） - 里村医師 役
- 土曜ワイド劇場 タクシードライバーの推理日誌 第6作「再会した女」（1995年9月30日、ANB）
- 土曜ドラマ（NHK）
  - ランタナの花咲くころに（1996年2月3日）
  - ちいさな大冒険 感激!自分の足で踏みだす旅（1996年11月9日）
  - スズキさんの休息と遍歴 父と息子の大冒険（1997年11月22日）
- 風になりたい（1998年、TBS）
- NHKドラマ館 少年たち1（1998年、NHK）
- 金曜時代劇 しくじり鏡三郎（1999年、NHK）
- ドラマ愛の詩 ズッコケ三人組2（1999年、NHK） - 未来の安藤圭子 役
- 一絃の琴 第7回「嫁姑」（2000年、NHK）
- 海峡（2007年、NHK）
- わたしが子どもだったころ（2008年12月、NHK BShi・2009年12月、NHK総合） - 小沢昭一の母親 役
- 小児救命 第2話（2008年、EX）
- よる★ドラ 書店員ミチルの身の上話（2013年、NHK） - ミチルの実母 役

## 脚註
1. 1 2  星のてがみ
2. ↑  タレント一覧 鍵本 景子 - ウェイバックマシン（2016年3月18日アーカイブ分）
3. 1 2 3  再放送中NHK朝ドラ「ひらり」主人公の姉・みのり役の鍵本景子さんは一級建築士と結婚し一女の母（p.4） 日刊ゲンダイ（2023年4月10日）
4. 1 2  どんぐり会
5. ↑  再放送中NHK朝ドラ「ひらり」主人公の姉・みのり役の鍵本景子さんは一級建築士と結婚し一女の母（p.2） 日刊ゲンダイ（2023年4月10日）
6. ↑  再放送中NHK朝ドラ「ひらり」主人公の姉・みのり役の鍵本景子さんは一級建築士と結婚し一女の母（p.3） 日刊ゲンダイ（2023年4月10日）